# Richard von Rode
Richard von Rode (* 22. August 1800; † 9. August 1871) war ein Kammerherr, Reisemarschall und Mitglied des Hofstaates im Herzogtum Anhalt.

## Leben
Der Sohn von August von Rode (1751–1837) besuchte bis mindestens 1818 das Joachimsthaler Gymnasium. Richard studierte von 1821 bis 1822 Jura in Berlin. 1823 wurde er Referendar der Landesregierung und des Konsistoriums in Dessau. Später wurde er Hofjunker beim Herzog von Anhalt-Dessau. 1828 wurde er dort zum Kammerjunker ernannt. 1837 wurde er von Herzog Leopold Friedrich von Anhalt-Dessau zum Reisemarschall ernannt. 1840 wurde Richard Wirkliches Mitglied des Naturhistorischen Vereins für Anhalt. 1853 wurde er zum Kammerherrn ernannt. Er wurde 1857 Gründer des Anhaltischen Kunstvereins.
Im Jahre 1871 verstarb er.

## Auszeichnungen
- Ritter I. Klasse des Hausordens Albrechts des Bären im Jahre 1862
- Ritter I. Klasse des Guelphen-Orden
- Großkomtur des Oldenburgischer Haus- und Verdienstorden des Herzogs Peter Friedrich Ludwig
- III. Klasse des Königlicher Kronen-Orden (Preußen)